# Babșîn, Camenița
Babșîn (în ucraineană Бабшин) este un sat în comuna Hrînciuk din raionul Camenița, regiunea Hmelnîțkîi, Ucraina.

## Demografie
Componența lingvistică a localității Babșîn
     Ucraineană (98,16%)
     Rusă (1,84%)
Conform recensământului din 2001, majoritatea populației localității Babșîn era vorbitoare de ucraineană (98,16%), existând în minoritate și vorbitori de rusă (1,84%).